# Chironomoidea
Chironomoidea — надродина двокрилих комах підряду Довговусі (Nematocera).
Однією з найважливіших характеристик — форма ротового апарату у личинок.

## Родини
- Хірономіди (Chironomidae)
- Мокреці (Ceratopogonidae)
- Мошки (Simuliidae)
- Thaumaleidae

З відкладень юрського періоду Китаю відома вимерла родина Asiochaoboridae.